# Messier 51
A Messier 51 (más néven M51, NGC 5194, Örvény-köd vagy Örvény-galaxis) spirálgalaxis a Vadászebek csillagképben. Az égbolt egyik legismertebb galaxisa.

## Felfedezése
Az M51 galaxist Charles Messier francia csillagász fedezte fel, majd katalogizálta 1773. október 13-án.

## Tudományos adatok
Az M51 egy kisebb galaxiscsoport domináns tagja, amelyben egy másik Messier-objektum, az M63 is megtalálható. Távolságára erősen eltérő becslések állnak rendelkezésre, 20 – 37 millió fényév közötti értékekkel találkozhatunk.
A Halton Arp által készített Különleges galaxisok atlasza szintén tartalmazza az objektumot (Arp 85), mint spirálgalaxis nagy méretű és felszíni fényességű kísérővel. Kísérőgalaxisa az NGC 5195, mellyel gravitációs kölcsönhatásban áll.

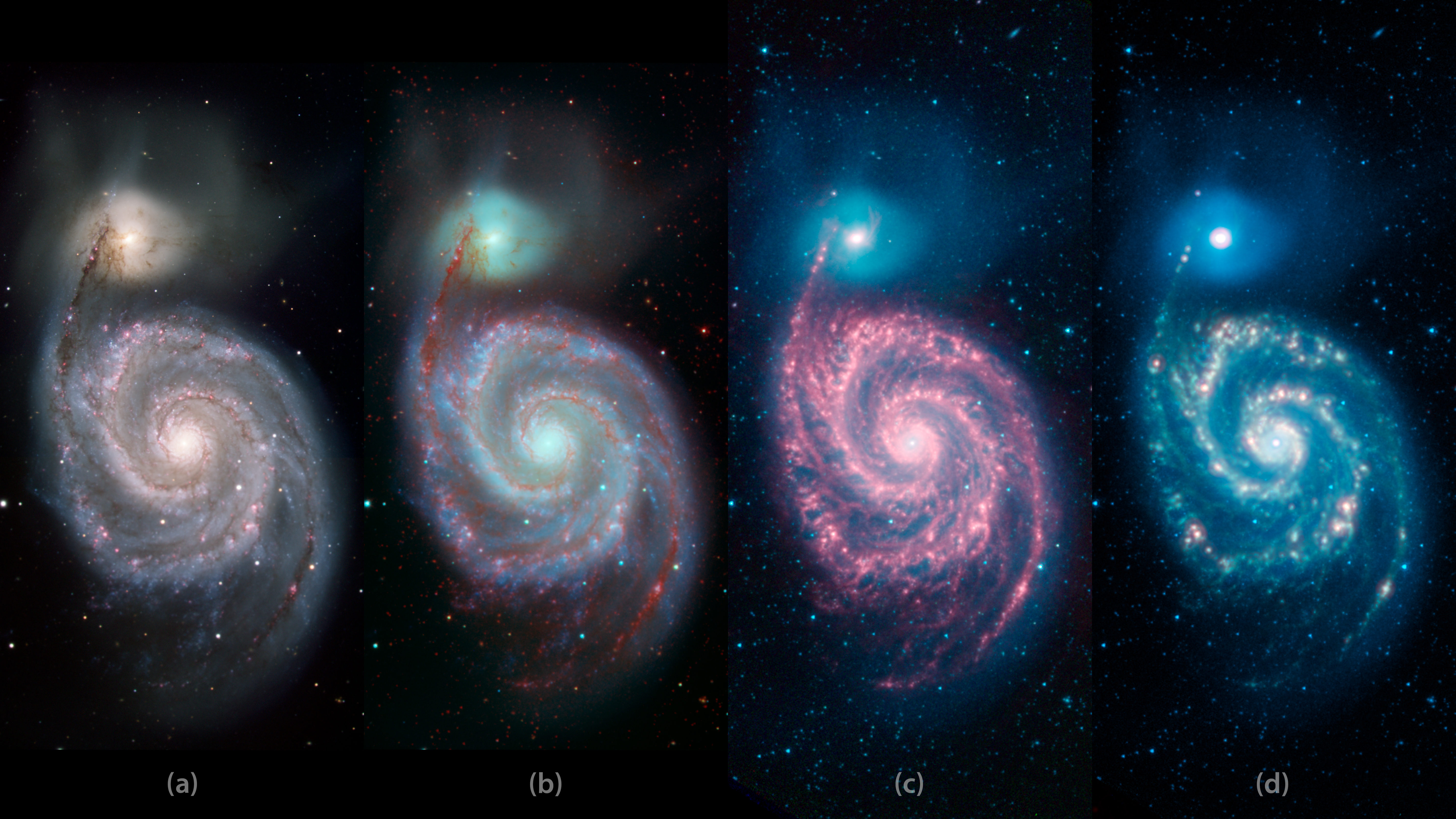
A galaxis különböző fénytartományokban megfigyelve
a) 0,4; 0,7 μm – b) látható kék/zöld; infravörös – c) 3,6; 4,5; 8 μm – d) 24 μm

## Megfigyelési lehetőség
Sötét égbolt esetén viszonylag egyszerűen megfigyelhető, de a városokban gyakori fényszennyezés nagyban nehezítheti az észlelését.

## Galéria
- William Parsons 1845-ös rajza a galaxisról
- A galaxis látható (balra) és infravörös (jobbra) fényben
- Egy 1992-es Hubble-kép a galaxisról, amelyet először egy fekete lyuknak hittek
- Egy 2005-ös Hubble-kép, amelyen látható a köd a galaxis előtt
- A szupernóva-imposztor AT2019abn
- Egy 2022-es kép, amelyet egy amatőrcsillagász készített